# Великоглушанська сільська рада
Великоглушанська сільська рада — адміністративно-територіальна одиниця та орган місцевого самоврядування в Любешівському районі Волинської області з адміністративним центром у селі Велика Глуша.

## Загальні відомості
Історична дата утворення: в 1939 році. Водоймища на території, підпорядкованій даній раді: річка Прип'ять.

## Населені пункти
Сільській раді підпорядковані населені пункти:
- с. Велика Глуша
- с. Невір
- с.  Погулянка

Загальний склад ради: 14 депутатів. Голова сільради — Наливайко Євгенія Олексіївна (станом на 03.07.2017 р.), 1969 року народження.

### Керівний склад ради
| ПІБ                          | Основні відомості                                                | Дата обрання | Дата звільнення |
| ---------------------------- | ---------------------------------------------------------------- | ------------ | --------------- |
| Наливайко Євгенія Олексіївна | Сільський голова, 1969 року народження, освіта вища, безпартійна | 25.10.2015   |                 |

Примітка: таблиця складена за даними джерела
Адреса : 44221, Волинська обл., Любешівський р-н, с. Велика Глуша, вул. Шевченка, 19.

## Населення
Згідно з переписом УРСР 1989 року чисельність наявного населення сільської ради становила 3143 особи, з яких 1539 чоловіків та 1604 жінки.
За переписом населення України 2001 року в сільській раді мешкали 2973 особи.

### Мова
Розподіл населення за рідною мовою за даними перепису 2001 року:
| Мова       | Відсоток |
| ---------- | -------- |
| українська | 99,37 %  |
| російська  | 0,40 %   |
| білоруська | 0,23 %   |